# چونگ یورا
چونگ یورا (با نام تولد:چونگ یو-یئون زادهٔ ۳۰ اکتبر ۱۹۹۶ میلادی) سوارکار زن اهل کشور کره جنوبی است.او در بازی‌های آسیایی ۲۰۱۴ نیز شرکت داشت که توانست مدال طلای تیمی را بدست آورد.مادر او چوی سون و پدرش تاجر کره‌ای چونگ یون هوی است. چونگ یورا به دلیل پرونده فساد مالی و سوء استفاده از موقعیت و روابط دوستی خود با رئیس‌جمهور کره پارک گون-هه در سال ۲۰۱۶ جهت دریافت کمک‌های مالی کلان از شرکت‌های بزرگ کره جنوبی و رشوه مشاغل وکالت مقامات شرکت سامسونگ به مادرش که کنترل بودجهٔ غیرانتفاعی را داشت دستگیر شد.